# ドラえもん ケンちゃんの冒険
『ドラえもん ケンちゃんの冒険』（ドラえもん ケンちゃんのぼうけん）は、1981年の国際障害者年記念のキャンペーンとして制作された日本のアニメ映画。ドラえもん映画作品の一つであり、『ドラえもん』の登場人物たちと、ゲストキャラクターである車椅子の少年との交流を描く。

## 概要
本作は劇場用作品ではなく、1981年の夏から秋にかけ、日本各地の公民館や学校などで上映され、同年10月5日にはテレビ朝日で放映され、その後も21世紀に至るまで各地で上映され続けた。車椅子の少年・ケン一は、製作元の全国心身障害児福祉財団の公式ウェブサイトの案内役キャラクターにもなった。
当時のドラえもん役の声優を務めた大山のぶ代は、それまで知らなかった障害者への接し方を学ぶことができ、忘れられない作品になったと語っており、テレビでの再放送を望んでいるものの、その機会は与えられていない。

## あらすじ
のび太たちの学校のクラスに、車椅子の少年・ケン一（ケンいち）が転校してきた。ケン一は大好きなチョウの標本をコレクションしているが、どれも店で買ったものばかりで、自分でチョウを採ったことは一度もない。のび太はチョウを採りたいというケン一の願いを叶えるため、ケン一やいつもの仲間たちとともにタイムマシンに乗り、様々なチョウが飛び交っている3千万年前の世界へ向かう。

## 声の出演
- ドラえもん - 大山のぶ代
- のび太 - 小原乃梨子
- スネ夫 - 肝付兼太
- ジャイアン - たてかべ和也
- しずか - 野村道子
- パパ - 加藤正之
- ママ - 千々松幸子
- ドラミちゃん - 横沢啓子
- ケンちゃん - 藤田淑子
- ケンちゃんのママ - 二階堂有希子
- 先生 - 井上和彦
- 少年A - 高木早苗
- 少年B - 鈴木富子

## スタッフ
- 製作：社会福祉法人 全国心身障害児福祉財団[3]
- 製作協力：藤子スタジオ、シンエイ動画、小学館、テレビ朝日[3]
- 監督・演出：もとひら了[6]
- 脚本：水出弘一[6]
- 音楽：菊池俊輔[6]
- 作画：中村英一[6]
- フィルム協力：東京現像所[3]
- フィルムプリント助成：日本宝くじ協会[3]